# 布萊克曼 (堪薩斯州)
布萊克曼（英語：Blakeman）為位在美國堪薩斯州羅林斯縣的非建制地區。

## 歷史
布萊克曼境內的郵政局於1887年設立，直到1952年結束營運。